# Manuel Ballesteros Gaibrois
Manuel Ballesteros Gaibrois, conde de Beretta (Sevilla, 11 de junio de 1911-Madrid, 30 de noviembre de 2002), fue un historiador, antropólogo y académico español.

## Biografía
Nació el 11 de junio de 1911 en la ciudad española de Sevilla, en Andalucía, hijo de los historiadores y académicos Antonio Ballesteros y Beretta y Mercedes Gaibrois Riaño. Su hermana era la escritora Mercedes Ballesteros Gaibrois. Ostentó el título nobiliario de conde de Beretta.
Se doctoró primero en Historia y después viajó a Berlín, donde se doctoró en Antropología y Etnología en la Universidad Kaiser Wilhelm. Participó en el célebre crucero universitario por el Mediterráneo de 1933. 

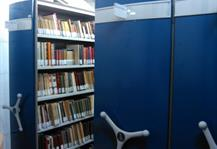
Estanteria "compactus" de la colección Ballesteros en la Biblioteca AECID.

En 1940 obtuvo la cátedra de Historia General de la Cultura en la Universidad de Valencia y posteriormente se destacó como americanista en las cátedras de la Universidad de Madrid y la Complutense.
Ejerció el cargo de gobernador civil de Santa Cruz de Tenerife entre 1960 y 1963, y fundó el Instituto de Estudios Colombinos en La Gomera. Posteriormente, retomó su cargo en Madrid. Fue director del Seminario de Estudios Americanistas, redactor jefe de la Revista de Indias, miembro del Instituto Gonzalo Fernández de Oviedo del CSIC y de la Real Academia de la Historia.
Contrajo matrimonio con Clara Martínez Elorza. Falleció en Madrid el 30 de noviembre de 2002, a los noventa y un años de edad.
En el año 2000, su biblioteca, compuesta de más 12 800 libros y 489 títulos de revistas, se incorporó a los Fondos Especiales de la Biblioteca Hispánica de la AECID, en la Ciudad Universitaria de Madrid.

## Obras
Selección de algunas de sus obras:
- La novedad indiana
- Historia de América, Ediciones Istmo, 1991. ISBN 84-7090-213-X
- Cartografía histórica del Nuevo Mundo: siglos XV al XVIII, El Magisterio español, 1991. ISBN 84-265-3916-5
- Cultura y religión de la América prehispánica, Madrid: La Editorial Católica, 1985. ISBN 84-220-1184-0
- Diego de Almagro, Madrid: Publicaciones Españolas, 1977. ISBN 84-500-2085-9
- La idea colonial de Ponce de León
- Arte peruano y Descubrimiento y Conquista de Perú